# جیمز کندی (نماینده مجلس)
جیمز کندی (انگلیسی: James Kennedy; ۳ سپتامبر ۱۸۵۳ – ۹ نوامبر ۱۹۲۸) سیاستمدار، و وکیل اهل ایالات متحده آمریکا که از ۴ ماری ۱۹۰۳ تا ۳ مارس ۱۹۱۱ نماینده مجلس نمایندگان ایالات متحده آمریکا از حوزه انتخابیه هجدهم اوهایو بود.